# Piasta II
Piasta II – osiedle o najmniejszej powierzchni w Białymstoku.

## Opis granic osiedla
Ulicą B. Chrobrego do ul. Piastowskiej, Piastowską, do pl. W. Antonowicza, ulicą Branickiego do ul. Świętojańskiej, ul. Świętojańska do ul. św. Wojciecha, ul. St. Staszica do ul. F. Chopina, ulicą F. Chopina do ul. B. Chrobrego.

## Ulice i place znajdujące się w granicach osiedla
Branickiego Jana Klemensa – nieparzyste 19-29, Chopina Fryderyka – parzyste, Chrobrego Bolesława – parzyste, Orzeszkowej Elizy, Piastowska – nieparzyste 3-9, parzyste brak budynków, Plac Witolda Antonowicza, Staszica Stanisława – parzyste 2-4, Świętojańska – nieparzyste 1-7, św. Wojciecha – parzyste, Warszawska – nieparzyste 67/1-119, parzyste 54-78.

## Szkoły i ośrodki społeczne
- VIII Liceum Ogólnokształcące im. Króla Kazimierza Wielkiego - ul. Piastowska 5
- Polski Komitet Pomocy Społecznej[2] - ul. Branickiego 25
- Młodzieżowy Dom Kultury w Białymstoku
- Zespół Szkół Zawodowych nr 2[potrzebny przypis]